# Производствена катастрофа

## Производствена авария
Производствената авария е състояние на неизправност на обекта на производството, което прави невъзможно по-нататъшното му функциониране и може да причини материални и човешки загуби.
Най-честите причини за производствената авария са:
- Грешки в проектирането;
- Грешки в изпълнението – на машините, сградите, съоръженията, техния монтаж и т.н.;
- Недостатъци (най-често скрити) в използваните материали – както за машини и съоръжения, така и материали и суровини, които се използват в производството;
- Неправилна експлоатация и липса на адекватен контрол (човешки грешки);
- Износване на машини и съоръжения;
- Извънредни условия на външната среда и случайности – земетресение, ураган, пожари, аварии в сеседни обекти и др.

Податливостта на обектите към авария се нарича аварийност. Изискванията за аварийност са съобразени с риска от горните причини за авария и са специфични при различните производства.

## Производствена катастрофа
Производствената катастрофа е резултат от производствена авария. Като катастрофи се определят производствените аварии, които причиняват човешки жертви (включително и ако има само ранени).
Съсвременните изисквания за аварийност водят до намаляване на производствените катастрофи, както като абсолютен брой, така и като брой на пострадалите и загиналите в тях. Като се изхожда от честотата на производствените аварии най-опасен е труда в мините. През 90-те години и в началото на новото хилядолетие най-много производствени катастрофи в мини по континенти се случват:
- Европа – в Полша и Украйна;
- Азия – в Китай;
- Африка – в ЮАР.

## Списък на големи производствени катастрофи
- 1877 г. – На 22 октомври при най-голямата производствена катастрофа в Шотландия загиват 207 миньори.
- 1906 г. – На 10 март, при най-голямата в историята на Европа производствена катастрофа в мина във Франция, загиват 1099 души.
- 1907 г. – На 6 декември в Мононга (Западна Вирджиния) загиват 361 миньори.
- 1909 г. – На 13 ноември при взрив в каменовъглена мина в Илинойс (САЩ) загиват 250 миньори.
- 1913 г. – На 14 октомври, в най-голямата производствена катастрофа в мина в Уелс загиват 440 души.
- 1934 г. – На 22 септември при взрив и пожар в мина в Уелс загиват 260 миньори.
- 1942 г. – На 26 април при най-тежкия минен инцидент в света в Манджурия (Китай) загиват 1549 миньори.
- 1984 г. – На 3 декември при взрив в химически завод в Бхопал (Индия) загиват 2500 души (включително и живеещите в съседство), други 100 хиляди получават отравяне.
- 1986 г. – На 26 април е най-голямата ядрена катастрофа в света – Чернобилската авария; броят на жертвите не е уточнен.

## Големи производствени катастрофи в България
- 1950 – Авария в завод „Гео Милев“: на 2 август се взривява цех за производство на растителни масла, загиват 12 души
- 1966 – Згориградска катастрофа: на 1 май се къса стена на хвостохранилището на оловно-цинковия рудник „Мир“и залива близкостоящото село Згориград и град Враца. По официални данни на тогавашните официални държавни органи на НРБ загиналите са 107, но според местните хора жертвите на наводнението, както те го наричат, са над 500.[1]
- 1986 – Взрив в Химически комбинат „Девня“: на 1 ноември в Завода за винилхлорид и поливинилхлорид (ЗХВПВХ-2, по-късно „Полимери“ – Девня), загиват 20 души[2][3]
- 1994 – На 10 октомври в ТЕЦ Марица изток 3 спуква се огромен резервоар с гореща вода, загиват 21 души.
- 1997 – На 1 септември загиват 11 миньори при взрив в мини Бобов дол.
- 2014 – Авария в завод „Миджур“: на 1 октомври се взривяват складове с боеприпаси, загиват 15 души